# مارتینا پروبر
مارتینا پروبر (آلمانی: Martina Proeber؛ زادهٔ ۱۲ ژانویهٔ ۱۹۶۳) شیرجه‌رو اهل آلمان بود.
وی در مسابقات کشوری و بین‌المللی در مجموع برندهٔ ۱ مدال نقره شده‌است.